# ぼくの村の話
『ぼくの村の話』（ぼくのむらのはなし）は、尾瀬あきらによる日本の三里塚闘争（成田空港問題）を題材としたフィクション漫画。連載期間は1991年 - 1993年、単行本全7巻。

## 作品の概要
新東京国際空港（現・成田国際空港）の建設を端に発生した三里塚闘争（成田空港問題）を題材に、新空港が茂田市・三野塚に内定する頃から第二次行政代執行が完了するまでの6年間に焦点を当てて、主人公の押坂哲平やその周辺人物が、空港建設と反対闘争に関わっていく様子を描く。話の導入部などでナレーションが入り、連載期間である1991年から1993年現在の主人公「ぼく」の視点から回顧する。
土地収用に伴う、公団や機動隊と反対同盟との衝突・逮捕、空港予定地の住民の家族の離縁・離婚・移転、反対派による移転農家への嫌がらせなどの描写もある。
作者の綿密な取材に基づき、実際の出来事や事件などに触れている。警察官3人が死亡した事件（史実では東峰十字路事件）では、事件の捜査のために反対同盟（三里塚芝山連合空港反対同盟）の青年行動隊員が、次々と警察に逮捕されている。
作者の尾瀬あきらは取材時、第1回「成田空港問題シンポジウム」に反対同盟旧熱田派の協力で参加している。

## あらすじ
物語は26年前（1992年時点）の1966年6月から始まる。1966年6月、政府が首都圏に建設しようとしていた新空港について、茂田市・三野塚に建設することを内定した。空港建設を報道で知った地元住民は説明会での説明に納得せず、反対運動を開始する。当初は冨野と同様に反対運動が早期に終結すると考えていた。しかし、反対運動に参加する農民の中にも空港公団の提示する補償内容に迷う者がおり、移転を前提とした条件交渉を行う組織（条件派）も出始め、地域は反対派と条件派に分裂する。地元農家には、用地交渉を行う公団だけでなく、親族や開墾時の借金の取り立てを行う農協や融資や預金の勧誘を行う銀行員らが訪れ、移転に応じて補償金を受け取るように仕向けられていく。
反対同盟は団結小屋や櫓を建て始め、夜間の見回りを行うなど、公団の測量に備え始める。それでも公団は機動隊を連れて測量を開始する。機動隊は実力で反対同盟の行動を排除しつつ作業を進める。やがて反対運動が活発になると運輸大臣も土地収用法に基づく行政代執行をちらつかせ始める。
当初革新政党の支援を受けて「無抵抗による抵抗」を目指していた反対同盟も、新左翼勢力である全自連の支援を受け入れ、実力闘争に傾き始める。全自連は茂田市役所横の空港公団分室前の市営グラウンドで公団襲撃と呼んだ現地闘争を行い、機動隊と衝突する。闘争では放水車や催涙ガスによる対抗にもあい、負傷者や逮捕者を出す大規模なものとなったが、機動隊と渡り合う学生らに反対同盟は希望を見出す。
反対同盟は空港建設工事が始まると、ブルドーザーの動きを阻止するための実力闘争をはじめ、逮捕者を出しながらも闘争を継続する。
土地収用法に基づく事業認定が建設大臣から告示され、行政代執行が可能となると、反対同盟は収用予定地に砦の建築をはじめる。公団も立ち入り調査を試みるが、現地の測量から航空測量に変更するなど、建設作業を進めていく。少年行動隊の隊長となった哲平もデモやビラ作成をしながら反対運動を進めていく。行政代執行が始まると、反対同盟は櫓の地下に穴を掘ったり、火炎瓶まで使用し始める。しかし公団は公権力を用い、第一次と第二次の2度に渡った行政代執行は警察官に死者を出しながらもついに完了し、物語は終わる。

## 登場人物

### 押坂家の人物
押坂 哲平（おしざか てっぺい）
主人公。押坂家の次男。初登場時は小学五年生。三野塚・葛池部落の空港予定敷地内に住む。巨人の星の星飛雄馬を目指して野球をやるなど、ひたすら遊ぶ小学生だった。足が速い。小学五年生の時に空港建設計画が発表された。中学では部活にも所属していた。中学入学後の一時は真由を避けたり、麻宮恵子と一緒に帰る際も恥ずかしがるなど、思春期の一面もあった。
空港反対運動では、少年行動隊に入隊し、家族とともに反対運動に参加する。中学入学後に教師らの反対を受けつつも三野塚少年行動隊の隊長として行動し、行政代執行が開始されると家族とともに逮捕を覚悟しつつ実力闘争に参加する。
やがて空港反対運動は国家権力を相手に戦っていると考え始め、中学卒業式では国歌を斉唱しなかった。中学卒業後に少年行動隊は卒業したが、高校進学後も第二次行政代執行で反対運動に参加した。第二次行政代執行が完了した後も反対運動を継続し、作品最後の1993年時点においても村にとどまっている。
押坂 浩（おしざか ひろし）
哲平の兄。押坂家の長男。大和農業高校卒。初登場時は19歳。昭和22年7月生まれ。空港建設の決定直後までは農業を継がせたい父に反抗して家出して上京するつもりでいた（レコードプレーヤーやグローブも義子や哲平に譲り、荷物の準備も行っていた）が、東京で頼る予定であった幹二が三野塚に戻ってきたことで取りやめた。
当初は農業に乗り気でなかったため青年同盟への参加を渋っていたが、公聴会の終了後に合流した。青年行動隊の主要メンバーとなり、御料牧場閉場式では老人行動隊に対する裏切りに激昂し会場を破壊して逮捕された。その後も反対闘争で逮捕される。また、ゲリラ活動で測量員を負傷させたこともある。高校生になった哲平にも機動隊と直接対決するような活動は参加させなかった。行政代執行の際にも公務執行妨害で逮捕された。警察官3人が死亡した事件の際に外周ゲリラの一員として現場付近で活動しており、逮捕されて千葉刑務所に勾留される。
活動支援に来た森下美奈子に惚れる一面もあった。
押坂 義子（おしざか よしこ）
哲平の姉。押坂家の長女。初登場時は高校一年生。後に大学に合格するが、進学せずに実家で反対運動に参加する。第一次行政代執行を前に青年行動隊に入って実力闘争に参加し、杭を打とうとする公団に身を挺して防ごうとしたり、機動隊に腐ったスイカをぶつけるなどした。
美人であり、反対同盟の男にからかわれることもある。
矢野原純に惚れる一面もあった。
押坂 良二（おしざか りょうじ）
哲平の父で一哲の子。一哲と共に2町6反の畑を開墾した開拓農民。田んぼや畑の耕作のほか酪農も行っている。19歳の時に召集令状（赤紙）を受け取り、従軍経験を持つ。
冨野村に空港建設が持ち上がった際には地域振興になると考えて空港反対の署名を断っていたが、三野塚の空港建設は一家で反対運動を実施する。空港建設の決定直後の市長からの当を得ない説明に憤り、志願して葛池部落の同盟代表となった。家の屋根にも空港絶対反対の文字を書いたり、立木トラストの看板（野党議員の札もあった）を制作したりした。浩や哲平には反対運動には参加させるも、行政代執行が開始されるまで哲平を実力闘争に参加させなかった。測量時の妨害を行い、逮捕されている。空港絶対反対であるが、隣の住民とは条件派になっても一緒にお茶を飲むような心を併せ持つ。
物語終盤の第二次行政代執行の後、微生物農法や有機農法で空港以上に価値のある農業を行い、農法を広めることを決意する。
押坂 さえ（おしざか）
哲平の母。婦人行動隊として反対運動に参加する。嫁いで来る前も農家であった。普段はおとなしいが、反対闘争になると普段は出さないような言動で行動する。
押坂 一哲（おしざか いってつ）
哲平の祖父。キセルを使用する。空港建設発表後は運輸省や宮内庁に陳情に行った。その後、吉岡に老人行動隊の参加の誘いを受けて行動する。部屋には明治天皇の肖像写真が飾られている。
押坂 隆（おしざか たかし）
良二の弟で哲平の叔父。もともと農業が好きであったが、2世帯を賄える農地を持たない押坂家の次男であったことから稼業を継げず、茂田市農協に就職する。
当初は農協組合員として反対同盟と共に県庁に抗議に赴くこともしていたが、敷地内農家の中で条件派が多数派になると、権力側との条件交渉を有利にすすめるために条件派組織を取りまとめる組織の副会長に就任する。不本意ながらも条件派への転向を説得しに実家に来るが、空港絶対反対方針の良二と一哲は了承せず、物別れに終わった。哲平には百姓にならないよう勧める。公聴会の傍聴券が空港関係者らに押さえられ反対同盟員が傍聴できなかった際には、周囲の制止を振り切って傍聴券を良二に譲ろうとしたが、良二は受け取らなかった。

### 三野塚・渋山の住民
宮脇 真由（みやわき まゆ）
哲平の小学校から中学校までの同級生。駆野住民。本作のヒロイン。ポニーテールでリボンやゴムの髪留めで後ろ髪を束ねている。祖父と二人暮らしで農作業の手伝いも行う。少年行動隊に所属し、哲平と一緒に反対運動を実施する。
母が死去してから父とは別居しており、以前のように父、祖父と一緒に暮らすことを望んていた。
中学卒業と同時に少年行動隊も卒業し、祖父も土地の売却を決断したことから空港反対運動から手を引いた。そのため第二次行政代執行の闘争には参加しておらず、登場もしていない。中学卒業時に空港が「我が師」だと語った。哲平とはいつまでも友達であると約束し、一緒に手を繋ぎながら蛍を眺めたのが最後の思い出になった。
宮脇 信二（みやわき しんじ）
真由の父。以前は真由の祖父とも一緒に農業に従事していた。妻が死んでから東京で事業を行うようになり、年に4、5回しか帰ってきていなかった。空港建設を巡り真由の祖父と対立し、最期は事業が失敗して多額の借金が残った。
真由の祖父
真由の祖父。猟銃を所持しており、農業とともに雉などを狩猟して生活している。明治時代に病気で軍馬として使えなくなった白馬を撃ち殺しており、真由が見た白い馬をその馬が野槌になった姿ではないかとした。空港1期工事の予定地の住民であり、空港絶対反対の立場で行動し、もし土地を手放すときは心中するつもりだった。村の人と喧嘩してから酒飲みとなった。
自宅に樹齢200年のクスノキがあり、ご神木と呼ぶ。
息子の信二が抱えていた借金に加えて行政代執行での強権を目の当たりにし、心が折れてやむなく公団に土地を売却した。駆野の空港1期工事の予定地で最後まで売却を拒んでいた。
源次（げんじ）
哲平の小学校の同級生。天原住民。哲平の友人であり、張り合ったり喧嘩もした。空港反対運動開始当初は反対派を自認していた。
移転する前の家は茅葺き屋根で壁や扉は朽ちていた。中学入学と同時に父が空港公団からの移転補償金で建てた瀬田（せた）の邸宅に引っ越し、天原を離れた。
哲平の顔を見に第一次行政代執行最中の三里塚へ訪れているところを哲平に見つかるが、すでに両者の立場は異なっており、哲平の反対運動への誘いを振り切りながらも哲平と少年行動隊を応援して姿を消した。以降、哲平と二度と会うことはなかった。
源次の父
沖縄から引き揚げた開拓農民であるが、生計は楽ではないらしく、空港建設の有無に関係なく源次に農業を継がせるつもりはなかった。反対集会も部落の付き合い程度で参加しており、早期から条件交渉を行う。
補償金を受け取って移転に応じた後、家以外も車、カラーテレビ、電話、冷蔵庫を購入するなど、生活も大きく変わった。その後は新たに設立された空港の警備会社に就職し、生活も安定するようになる。行政代執行の際には公団側のガードマンとして反対派と対峙する。
上原 繁（うえはら しげる）
浩の友人。当初は繁も浩と同様に家出することを考えていたが、シルクコンビナート構想（空港予定地の一帯を養蚕地帯にしようとしていた農林省（現・農林水産省）認定事業）の養蚕青年部になった。農林省が進めた構想に基づいて作った3年で150町歩の桑畑を空港建設のためにやめることに悩む。
浩と一緒に御料牧場閉場式の会場を破壊し逮捕された。また、浩と同じく警察官3人が死亡した事件に関連して逮捕される。
繁の父
反対同盟の実力闘争に勝てないことを自認しており、負けなければよいと考えている。反対同盟員であるが、自分たちの土地の買収額を知る目的で空港公団が開いた集会に参加した。公団職員の村上と面会した際には「農は国の基」という言葉を使って三野塚の農業の重要性を説いた。
矢野原 純（やのはら じゅん）
浩と繁の高校時代の後輩。三ノ宮文男がモデル。佐和部落住民。大和農業高校では成績トップだった優等生。反収が部落で一番の農家で育ち、農業に対する思い入れが人一倍強く、田畑を広げて三野塚や渋山を豊かな里にすることを夢見る。 反対派の農民が移転農家への嫌がらせとして農作物を荒らした際には激しく憤り抗議した。
反対運動に参加し、比較的穏健な思想を持ちながらも闘争では他のメンバー同様に逮捕を経験している。砦の攻防で投げた火炎瓶でガードマンが火だるまになった様子を見て複雑な感情を抱き始め、3人の警察官が死亡した事件の後、遺書を残して自殺する。
戸田（とだ）
反対同盟の委員長。戸村一作がモデル。戸田農機を営む。無愛想だが、冨野での空港反対運動に参加していた経験や弁舌の才を買われて反対運動の指導者となる。絵が趣味。実力闘争の中で負傷や逮捕を経験している。
桑田（くわだ）
反対同盟の副委員長。瀬利誠及び石橋政次がモデル。反対同盟の中でも一番の頑固者であり、300万円をつぎ込んで空港予定地の敷地で自宅の新築工事を行い、強制測量前日に上棟式を開いた。武装路線を訴える全自連や青年行動隊に対して慎重な態度であったが、第一次代執行10日目の後に火炎瓶による抵抗を主導した。
須田 幹二（すだ かんじ）
浩の先輩で台東原住民。進学のため上京した大学生で、浩が家出を図った際、東京で頼る予定だった人物。大学ではベトナム戦争の反戦デモに参加していた。空港ができると在日米軍基地や羽田空港と同様にそこから軍用機が飛び立つと考え、反対運動に参加するため三野塚に戻ってきた。青年同盟に参加し主体的に活動していたが、父は当初から幹二に家を継がせる気はなく条件派となったことから反対運動から手を引き、東京に戻った。
吉岡 英明（よしおか ひであき）
加茂部落住民。菅沢一利がモデル。明治天皇の意志が顧みられずに御料牧場が空港になることへの反発から老人行動隊（老人決死隊）の組織に奔走し、一哲を勧誘する。老人行動隊を結成すると、自ら隊長となる。公団職員による測量にも糞尿を撒いて対抗し、機動隊に逮捕されている。
沢木 のぶ（さわき）
空港建設予定地に一人で住む鳥井部落住民の高齢の女性。小泉よねがモデル。7歳で奉公にでた。身寄りはおらず、もともと周囲の農家よりも住み着くのが遅かったため村の旦那衆からは余所者扱いをされていた。共に敷地内に残った真由の祖父とは仲が良い。
行政代執行の対象となると学生が支援し始めたが、第二次行政代執行で不意打ちを受け、住居を壊される。公団からの補償金を拒否し、行政代執行の3年後に死去した。
生島（いくしま）
茂田市立東小学校の教師で、哲平、真由、源次の担任教諭。初登場時は5年2組の担当。受け持ちの学級に反対派・条件派双方の家庭の生徒を抱え、空港建設の話を学校ですべきか悩む。
反対派の生徒らには闘争と関わりを持たないことを望む。
麻宮 恵子（あさみや けいこ）
哲平の小学校と中学校の同級生。中学1年生の2学期に移転で転校した。哲平の自宅と近く、小学生の時は恵子の自宅や御料牧場で一緒に遊んでいた。ヘアピンで前髪を留めている。
反対運動が起きてからは哲平が反対派の友人と遊ぶようになり、条件派の家の子である恵子とは疎遠になった。引っ越し当日、移転の条件であった家の取り壊しが実施され、見送りに訪れた哲平もその瞬間に立ち会った。哲平に小学生の時に一緒に遊んだ哲平の落書きがあるバレーボールを手渡し、去っていった。

### 政府・公団側の人物
村上 弘康（むらかみ ひろやす）
運輸省から転任し、空港公団用地課の課長となる。反対闘争の起きない空港づくりを願う。
過去に多くの公共事業での土地買収を手がけ、これまで強制収用に立ち会わなかったことが誇りであった。傲慢な政府の姿勢に疑問を持ち、運輸大臣への直談判を試みるが、事務次官によって阻まれる。
上司の阿部に土地収用法適用に対する懸念と民家に対する強制収用への反対意見をぶつけ、真由の祖父からの用地買収を任される。
阿部 貴（あべ たかし）
空港公団用地部部長。空港建設のためには強制収用もやむを得ないと考える。
公団分室に戸田ら反対同盟が抗議に来た際には全自連と共闘する反対同盟を牽制し、暴力には屈さないと述べた。
土地収用法に基づく事業認定が告示されると、話し合いをつくり土地の売却をするよう求める手紙を敷居内農家に出す。
安田（やすだ）
村上の部下。国や上層部の方針に対しシニカルな態度を取りつつも、空港の完成を公団職員の夢だとしている。
加藤（かとう）首相
内閣総理大臣。モデルは佐藤栄作。作品が主に取り扱っている三里塚案の内定から第二次代執行に至るまでの期間在任している。第二次代執行前の国会での野党の追及に対し、（三野塚は）既に民主的な話し合いのできる状態ではなく、（少年行動隊を念頭に）小中学生を動員してまで実力反対するなど人道上許されることではないとしたうえで、計画を変更せず代執行を予定通り行うと答弁した。
友名（ともな）知事
千葉県知事。モデルは友納武人。閣議決定を受けて空港建設を進める立場にあり、会見では話し合いの用意があり反対同盟の説得に努めるとしている。
自治体の長として強引な政府や公団の言いなりになる気はないとしながらも、最終的に知事の権限により行政代執行を発動する。行政代執行を延期すると述べていたにも関わらず、話し合いで解決するとしていたのぶの家に行政代執行が行われる。
大石（おおいし）運輸相
運輸大臣。モデルは大橋武夫。話し合いのため茂田市に来るが、反対派が茂田駅で阻止行動を行い、駅長室で一時身動きが取れなくなった。（反対同盟は空港建設を前提とした話し合いに応じないことを決めていた）
中根（なかね）運輸相
大石の後任。モデルは中曽根康弘。1967年11月に大臣に就任した際、地元農民に若干の反対があるとしながらも、5年後に4000 m滑走路を完成させるとした。
運輸相
氏名は不明。モデルは橋本登美三郎。第一次代執行直後に「これで反対派の農民もいくら抵抗してもだめだとわかったろう」と述べている姿がテレビで流れる。
運輸事務次官
氏名は不明。運輸大臣への面会を求めた村上の応対をする。政府による閣議決定に変更はありえず、農民はそれに従うのが一般的原則でありこれまでもそのやり方で問題にならなかったとして、村上との対話を打ち切った。
寺沢（てらさわ）総裁
空港公団総裁。今井栄文がモデル。押坂家のテレビで空港建設について楽観的な見通しを会見で述べている姿がしばしば放映される。
菊畑（きくはた）理事
空港公団理事。少年行動隊の結成について不快感を示しつつ、測量の時に年寄りや子どもたちを「盾」にしないよう、テレビ取材を通じて反対同盟に求めた。
松本（まつもと）部長
空港公団用地開発部長。会見で空港用地の80％を確保したことを発表するとともに、新空港を世界に恥じない日本の表玄関にふさわしい緑あふれる空港にしたいとした。

### 反対同盟の支援者
森下 美奈子（もりした みなこ）
初登場時は東和大1年で東京に暮らしており、全自連に所属していた。押坂家の畑で援農も実施した。哲平が中学3年の夏休みに合宿の教師として三里塚に戻ってきた。
行政代執行を前に少年行動隊が開催した集会にも参加し、少年行動隊の同盟休校（反対同盟の少年行動隊が反対闘争のために学校を休むことを宣言すること）も肯定した。
さえ（浩の母）から浩と結婚するようにほのめかされるも、作中では浩も美奈子も共に縁談が描かれることはなかった。
森山（もりやま）
真由の家の豚小屋に寝泊まりして援農を続ける学生。公団の強引な建設工事を目の当たりにし、ゲリラで戦うことを決意する。真由の祖父が移転に応じてからは、のぶの家に居候する。
浅間（あさま）
全自連委員長。モデルは全学連委員長（中核派）の秋山勝行。反対同盟に共闘を申し出る。

### その他
白い馬
御料牧場にいる。哲平と真由が牧場の守り神とした。作品は真由が白い馬を見たと主張するところから始まり、以降物語の要所（三野塚に空港を建設すると発表した際、第二次行政代執行が完了した際など）で登場する。
牧場閉場後、栃木の新しい牧場に引っ越しする際に逃げ出した（哲平は違う馬だと主張した）。

## 登場組織
三野塚・渋山連合空港反対同盟（さんのづか・しぶやまれんごうくうこうはんたいどうめい）
三里塚芝山連合空港反対同盟がモデル。空港反対同盟。委員長・副委員長・事務局長といった役員で構成される「幹部会」が同盟の方針を決定する。反対同盟は一家の父親が集まっていたことから「親同盟」とも呼んでいた。
青年同盟
反対同盟とは別個に、村の青年たちが自発的に作った空港反対組織。同盟農家の跡取りの長男が参加する。
青年行動隊
反対同盟の公和党との決別に際し、公和党員の幹部を排して三野塚と渋山の青年同盟が合同した組織。
老人行動隊
反対派の高齢者らによる組織。御料牧場閉場を阻止するべく、吉岡が戦前派に呼びかけ、400人近い高齢者のメンバーで結成された。運輸大臣に陳情するなどの行動を行った。空港建設が現実を帯びる中、決死隊として行動を始める。
少年行動隊
反対派家族の子供らが親たちとともに反対運動に参加するための組織で、略称は「少行」。戸田の提案により結成し、哲平も参加する。小学3年から中学3年までの組織。参加は反対派の子供の任意であるが、条件派の子供は参加できない。子供を闘争に参加させることについてはマスコミや学校・政府側から批判された。
当初は実力闘争に参加せず、県庁で副知事の前で抗議文を読み上げるなどをしていたが、第一次行政代執行からは実力闘争にも参加した。
佐和、八代（やしろ）、石山、白川といった部落ごとに組織があり、哲平が所属するのは三野塚少年行動隊である。
反対同盟が少ない八代では、三上純子が一人でビラ「砦」を発行して八代少年行動隊としての活動を始め、物語終盤では4人までメンバーを増やした。
反対同盟が行政代執行に対抗するために建てた砦の前で、各地区の少年行動隊が合同で集会を開いた。教員にも参加を呼び掛けたが、参加したのは他県の教員だけで、地域の教員は参加しなかった。そのため哲平の中学校の体育館で討論集会を開催することを決断した。体育館に集めた生徒らの前で三上純子が起草した公開質問状で教師陣を追及し、マスコミによって報道された。
マスコミがいる場面では機動隊も少年行動隊に手を出さなかったが、いない場面では手を出した。
婦人行動隊
反対派家族の妻を中心に反対運動に参加するための組織。知事の自宅に押し掛けて知事夫人に面会を求めたり、駅前でビラ配りをするなどの行動を行った。第一次行政代執行の際は体を杭に鎖で縛り付けて人柱となって対抗した。
新東都国際空港公団（しんとうとこくさいくうこうこうだん）
新東京国際空港公団（現・成田国際空港株式会社）がモデル。
全自連（ぜんじれん）
反対同盟の支援組織。三派全学連がモデル。学生を何千人も動員する組織力を持ち、実力闘争もいとわない全自連の受け入れについては反対同盟内でも当初賛否両論だった。受け入れ決定後も、機動隊との流血の衝突が起きるまでその闘争方針を巡っては反対同盟内の意見が分かれた。委員長として浅間が登場している。
羽田事件でも弁天橋で機動隊と衝突した事をメンバーが語っている。
公和党（こうわとう）
初期の反対同盟の支援組織。民自党政権と対立し空港建設に反対の立場を取る、2大革新政党の一つ。党勢の拡大を図って反対運動を支援し、陳情やデモのやり方等の指導の他、青年部が援農をするなどした。機関誌も発行する。日本共産党がモデル。反対同盟は党派を問わず支援を受け入れる方針としたため、支援を受け入れた。
公団が4000 m滑走路外部の測量（外郭測量）をするための杭打ちに来た際、反対同盟が機動隊の排除を受ける中、公和党青年部の党員らは実力闘争に加わらずに現場から離れ、杭が打たれている最中に合唱しながら反対同盟に座り込みを止めるよう呼びかけた。
反対同盟が全自連の支援を受け入れると、反対同盟の幹部を排除する動きをし始めた。
社労党（しゃろうとう）
もう一つの革新政党であり、反対同盟の組織化や戦術指導に力を入れた。日本社会党（現・社会民主党）がモデル。ナレーション（「ぼく」によるストーリーテラー）のみの登場。
民自党（みんじとう）
政権与党。自由民主党がモデル。

## 舞台
新東都国際空港（しんとうとこくさいくうこう）
新東京国際空港（現・成田国際空港）がモデル。
当初の空港建設であった冨野で反発をうけたため茂田市・三野塚に建設地を変更することを政府が内定したが、事前に地元や住民に知らせることなく（茂田市長も知らなかった）、大規模な反対運動を招いた。冨野案の際には野菜が高く売れることを期待する住民もいた。三野塚案は冨野案に比べて総面積が半分以下となり国有地も含まれるため、空港建設に必要な民有地の面積や立ち退き戸数は減少した。
作中では開港までは描かれない。
御料牧場
宮内庁下総御料牧場がモデル。明治からの天皇の御料地として日本の牧畜産業の中心であった牧場。戦前戦後の農地解放で面積が10分の1となり、開放された土地は入植者等によって田畑に作り変えられた。
2万本の桜の名所であり、花見の時期には賑わう。
空港敷地の一部となり閉鎖された。閉鎖後は従業員や家畜らとともに栃木の新牧場への引っ越しが行われた。

### 作中に登場する地名
- 茂田市・三野塚（しげたし・さんのづか） - 成田市・三里塚がモデル。当初市は空港建設に反対していたが、その後方針を変更した。
  - 葛池（くずいけ） - 天神峰がモデル。戦前の開拓によって生まれた部落。2500 m滑走路の予定地にある。
  - 天原（あまはら） - 天浪がモデル。戦後開拓によって生まれた部落。農民のほとんどが沖縄県出身の入植者で、暮らしぶりは貧しい。地域には4000 m滑走路の予定地の一部も含まれる。空港建設決定当初は「空港絶対反対」の幟も掲げていたが、出身地の沖縄返還を願うため政府を刺激したくない者もおり、反対同盟に加わらずに早期に条件交渉が始められた。
  - 駆野（かけの） - 駒井野がモデル。空港に隣接する何百年も続く部落。この地区を避けるために空港予定地には凹みがある。
  - 野上（のがみ） - 東峰がモデル。開拓によって生まれた部落。第二次行政代執行の最中に十字路で青年行動隊・支援学生から成るゲリラと機動隊の大規模な衝突が起こり、3名の警察官が殺害される。
  - 鳥井（とりい） - 取香がモデル。開拓によって生まれた部落[注釈 7]。沢木のぶ以外の敷地内農家は条件派となって移転する。
  - 台東原（だいとうはら） - 戦後開拓によって生まれた部落。空港計画決定の翌年には部落の3分の2が条件派になる。
  - 越塚（こしづか） - 天原よりも遅れて条件派の組織を作るが、伝統のある古村であるため「お上」とのつながりがあり、公団や市に先に条件交渉に入った地域よりも条件の良い代替地[注釈 8]を出すように働きかけた。
  - 笹込（ささごめ） - 古込がモデル。開拓によって生まれた部落。条件派の組織が作られる。
  - 掛川（かけがわ） - 公団が移転者のための代替地を造成した。代替地は、地権者に十分な農地を提供できる面積が確保されてないうえ、ただ森林を伐採して地ならしをしただけの（村上いわくニンジン一本作ることもできない）土地であった。
- 渋山町（しぶやまちょう） - 芝山町がモデル。一部地区が空港敷地となるだけでなく、町全体が滑走路の延長線上にあり激しい騒音空域となるため、町議会、農協も反対運動を行ったが、徐々に白紙に戻す。
  - 佐和（さわ） - 菱田がモデル。空港が建設されると騒音直下の地域となる古村。
- 旛田郡・冨野村（はんだぐん・とみのむら） - 印旛郡富里村（現・富里市）がモデル。1,500戸の農家移転を伴う、当初の空港建設構想（冨野案）の予定地だった。トラクターが何十台も連なってデモ行進したり、竹やりを持ったりして激しい反対運動を展開し、空港の追い出しに成功する。冨野の反対運動でも革新政党が指導していた。
- 蜂谷町（はちやちょう） - 八街町（現・八街市）がモデル。冨野村と同じく、当初の空港建設構想の予定地。
- 谷中村（やなかむら） - かつて実在した栃木県下都賀郡の村。足尾銅山の鉱毒事件のため渡良瀬遊水地が作られた。浩が国の犠牲になった歴史を哲平と真由に語った際に、この村の歴史を語った。

## 書誌情報
講談社漫画文庫化されず単行本も再版されずに絶版となったが、復刊ドットコムの投票結果などから2008年にコミックパークでのオンデマンド出版による再版が実現している。
電子書籍でも取り扱っている。
- 尾瀬あきら 『ぼくの村の話』 講談社 〈モーニングKC〉 全7巻
  1. 1992年11月19日発行、ISBN 978-4-06-328305-1
  2. 1993年02月19日発行、ISBN 978-4-06-328313-6
  3. 1993年05月20日発行、ISBN 978-4-06-328323-5
  4. 1993年08月18日発行、ISBN 978-4-06-328332-7
  5. 1993年11月19日発行、ISBN 978-4-06-328342-6
  6. 1994年01月20日発行、ISBN 978-4-06-328350-1
  7. 1994年03月18日発行、ISBN 978-4-06-328357-0

## 写真集模写問題
連載開始翌月の1992年4月16日、作中の御料牧場や集会の風景など、1977年10月に刊行された写真集『成田国際空港』の写真を多数模写したものがあり、著作権者で地元写真家の小関与四郎が講談社に抗議して問題となった。小関によると連載開始前に講談社の担当者から電話で1ページだけ使わせてほしいとの申し出があり、少しだけならと了承したにもかかわらず、写真とそっくりのコマが11ヵ所もあったという。単行本では出典が明記されている。